# Петър Кирин
Петър (Петре) Кирин е български революционер, воденски селски войвода на Вътрешната македоно-одринска революционна организация.

## Биография
Кирин е роден във воденското село Саракиново, тогава в Османската империя, днес Саракини, Гърция. Влиза във ВМОРО още в 1893 година. В 1905 година е войвода на саракиновската чета.
Синът му, Димитър, участва в Първата световна война като взводен командир в Четиридесет и четвърти пехотен тунджански полк, награден е с орден „За храброст“ ІІ степен.